# عنصر آب (رمان)
عنصر آب (انگلیسی: The Element of Water) رمانی است به قلم استیوی دویس، نویسنده اهل ویلز که در سال ۲۰۰۱ به وسیله انتشارات زنان چاپ شده‌است. این رمان در سال ۲۰۰۱ نامزد جایزه ادبی من بوکر شده و در سال ۲۰۰۲ نیز نامزد جایزه ادبیات داستانی زنان شده‌است. همچنین در اسل ۲۰۰ توانست لقب کتاب سال ویلز را از آن خود کند.

## خلاصه داستان
اتفاقات دوقلوهای راوی رمان عنصر آب در سال‌های ۱۹۴۵ و ۱۹۵۸ به وقوع می‌پیوندد. «پل دال» و «مایکل کوانتز» در آلمان قبل از جنگ بزرگ شده‌اند. تا زمانی که دوران کودکی خود را سپری می‌کردند جدایی برایشان متصور نبود، اما همین‌طور که بزرگتر شدند و نازیسم رشد و توسعه پیدا می‌کرد، فهمیدند که دیگر نمی‌توانند مانند دوران خردسالی روزگار را با یکدیگر سپری کنند. بعدها «دال» افسر اس‌اس شد و «کوانتز» نیز در سمت پیاده به ارتش سری نازی‌ها پیوست. ۱۳ سال پس از این ماجرا، فرزندانشان به نام‌های «ولفی» و «ایسولده»، در مدرسه شبانه‌روزی انگلیسی همدیگر را پیدا می‌کنند.

## جوایز
بعد از چاپ و انتشار رمان عنصر آب، این رمان نامزد جایزه ادبی من بوکر و جایزه ادبیات داستانی زنان شد. اِی، اِل، کندی نیز در نشریه آبزرور این رمان را "رمان مورد علاقه اش" نامید و از آن به عنوان "کتاب عالی با موضوع انتهای جنگ جهانی دوم یاد کرد که با موضوعاتی از قبیل خاطره، تقصیر و اشتباه، عشق و مسئولیت" سر و کار دارد". در سال ۲۰۰۲، هم توانست لقب کتاب سال ویلز را از آن خود کند.